# Айос-Николаос (Ласитион)
А́йос-Нико́лаос, также А́гиос-Нико́лаос (греч. Άγιος Νικόλαος), в обиходе критян используется просто Айос (Άγιος) – город в Греции, административный центр одноимённой общины (дима) и периферийной единицы Ласитион в периферии Крит. Находится на северном побережье Крита, на западной стороне залива Мирабелон, в 63 км восточнее столицы острова Ираклиона, к северу от города Иерапетра (36 км) и западнее города Сития (73 км). Название города происходит от византийской церкви, расположенной в заливе Айос-Николаоса. Древнейшее известное название — Мандра́ки (Μαντράκι). Другое известное название, которые используют жители окрестных деревень — Яло́с (Γιαλός).
Население согласно переписи 2001 года составляет 11 421 житель.

## История

### Древность
Современный город основан на месте порта древнего города дорийцев – Лато, расположенного в 3,5 км к северу от поселения Крица. Эти два города составляли одну административную единицу в III веке до н. э. Они почитали одно и то же божество – Илифию, покровительницу рожениц, а также имели одну монету, на одной стороне которой была изображена Илифия, а на другой Гермес со словами ΛΑΤΙΩΝ.
Порт города Лато, развился в этот период как крупный населенный пункт и экономический центр, в то время как сам город Лато стал затухать. В районе реки были найдены статуи, надписи и могилы датируемые этим периодом. Захоронения из могил, многие из которых представляют большой интерес, выставлены в местном археологическом музее.
В первый византийский период продолжал существовать как важный город.

### Венецианский период
В начале XIII века, предположительно в 1206 году, на холме была построена крепость, предположительно генуэзцем Энрико Пескаторе. Крепость была названа Мирабелон и дала имя провинции и заливу. Крепость была разрушена землетрясением 1303 года, однако венецианцы отстроили её вновь. В 1374 году упоминается как Кастро Мирабелли, в котором располагались склады для хранения соли из солеварен Элунды, которая дальше экспортировалась в остальную Европу. Крепость была заброшена и превращена в склад после восстания против венецианцев.
Крепость была разрушена турецкими пиратами в 1537 году, но вновь отстроена по проекту Микеле Санмикели. Вокруг крепости развилось поселение. В переписи Петроса Кастрофилакаса поселение упоминается как Mirabello proprio с населением 753 жителя, главным образом рыбаками. С 1630 года упоминается как Крепость Мирабелло, а поселение в греческом языке получает название Вулизме́ни (Βουλισμένη), от названия озера Вулизмени.
В 1646 году, во время Турецко-венецианской войны, начальник гарнизона крепости Колонело Бальдела передает крепость туркам, которые его окружили. Это посчитали за предательство и Бальдела был повешен. Венецианцы отбили форт, но потому как не могли удержать его в своих руках, он был ими разрушен, после того, как была отстроена крепость Спиналонги, которая удовлетворяла их потребности в защите.
В 1671 году упоминается в турецкой переписи как Nefs Meranblo. В египетской переписи 1834 года не упоминается, так как поселение было покинуто жителями. Однако порт функционировал для экспорта местного продукта — рожкового дерева. В 1845 году Виктор Ролин упоминает, что существовало 4 разрушенные церкви, которые использовались в качестве склада для рожкового дерева.

### Современное поселение
Современное поселение создается во время обретения независимости Крита в 1866 году поселенцами из Крицы и Сфакии. Руины крепости использовались в качестве строительных материалов для новых зданий. Первый раз упоминается в 1881 году, когда в поселении проживало 87 христиан и 8 турок. С древних времен называясь Мандраки, тем не менее поселение берет название Айос-Николаос, от маленькой византийской церквушки IX века, которая расположена на полуострове Амуди, примерно в двух километрах к северу от города. В 1900 году Айос-Николаос становится центром общины Крица, а в 1904 году в Айос-Николаос из Неаполиса переносится центр нома Ласитион.
В 1928 году в Айос-Николаосе проживало 1124 жителей и с тех пор наблюдается постоянный рост населения: в 1940 году – 2481 житель, в 1951 году – 3167 жителей, в 1961 году – 3709 жителей, в 1971 году – 5002 жителя, в 1981 году – 8130 жителей. В это же время город становится крупным туристическим центром.

## Экономика
Экономика региона основывается на туризме, выращивании оливковых деревьев и отгонном животноводстве.

## Озеро Вулизмени
Озеро Вулизмени (в обиходе жителей Айос-Николаоса просто «Озеро») это небольшая лагуна в центре города. Множество древних мифов упоминают это озеро, старейшие из которых говорят, что Афина и Артемида купались в этом озере. С озером также связаны две городские легенды. Первая говорит о том, что у озера нет дна, а вторая – что озеро соединено с вулканом на острове Тира. Последний миф основан на том, что во время последнего извержения на Тира воды озера забурлили и затопили здания на его берегу. На дне озера находится военная техника, оставленная немецкими солдатами перед их уходом с острова после Второй мировой войны.

## Общинное сообщество Айос-Николаос
В общинное сообщество Айос-Николаос входят 7 населённых пунктов и 2 острова. Население 12 638 жителей по переписи 2011 года. Площадь 19,204 квадратного километра.
| Наименование         | Население (2011), человек |
| -------------------- | ------------------------- |
| Айи-Пандес (остров)  | 0                         |
| Айос-Николаос        | 11 421                    |
| Адзимбрага           | 52                        |
| Элиника              | 114                       |
| Кацикия              | 297                       |
| Кератидия            | 28                        |
| Микронисион (остров) | 0                         |
| Ксирокамбос          | 505                       |
| Писидос              | 221                       |

## Население
| Год  | Население, человек |
| ---- | ------------------ |
| 1991 | 8370               |
| 2001 | 10 464             |
| 2011 | ↗ 11 421           |

## Достопримечательности
- Парк с соснами и тамариском над озером с панорамным видом на город. В этом парке начинается каменная тропа, которая проходит между деревьями и оканчивается на северной стороне озера, где пришвартованы множество лодок, в основном рыбацких.
- Спиналонга — остров к северу от города, который был покинут последними его обитателями – людьми, больными лепрой. Многие строения и дома сохранились как археологические памятники. Здесь организованы туристические бюро, которые перевозят туристов из Элунды на остров.
- Марина Айос-Николаоса, где проходят многочисленные парусные гонки.
- «Рог изобилия» (греч. Κέρας της Αμάλθειας) - скульптура, построенная местными скульпторами, братьями Сотириадис.
- Площадь Неарху (греч. Πλατεία Νεάρχου), украшенная мозаикой с морскими мотивами.
- В городе расположено большое количество лестниц. Город построен на холмах и лестницы являются его характерной чертой. Многие из них были разработаны известными местными архитекторами.
- Китроплатия (греч. Κιτροπλατεία, Цитрусовая площадь) – площадь с небольшим пляжем, на которой начинается каменная дорожка, которая проходит вдоль береговой линии и заканчивается в районе Марины Айос-Николаоса. Название этой площади дала развитая в прошлый века торговля цитрусовыми (κιτρο – цитрусовые). Из-за большой глубины моря на этом пляже, еще до возникновения здесь порта, здесь швартовались торговые суда, экспортирующие цитрусовые.
- Холм Айос-Хараламбос (греч. Ο λόφος του Αγίου Χαραλάμπους), на нем расположена одноименная церковь, рядом с которой растет сосновая роща. С холма открывается прекрасный панорамный вид на город и залив.
- Острова Айи-Пандес и Микронисион. Эти острова расположены всего в нескольких метрах друг от друга, однако флора и фауна этих островов абсолютно не похожа.
- Археологический музей
- Этнографический музей
- Церковь на центральной площади Элефтериоса Венизелоса, расписанная в 1980 году в традиционном византийском стиле.